# 부랑족
부랑족(布朗族, Bùlǎng Zú)은 중국 소수민족 중의 하나로 중국 정부에 의해 공인된 56개의 소수민족 중 38번째로 많은 민족이다.

## 역사
중국 학자들은 부랑족을 고대 란캉 강 계곡에 살았던 푸(濮)의 자손들이라고 생각하고 있다. 이들은 고대 중국에서 바이푸(百濮)라고 통칭하던 사람들의 갈래라고 믿고 있다. 

## 문화
전통적으로 부랑족은 빈낭이라는 야자수 열매를 씹어서 치아가 검게 되었다고 여겨진다. 여자는 검은 상의에 입고, 남자는 상체와 배에 문신을 한다. 그들은 흑백의 상의나 바지를 입고 앞쪽으로 단추를 단다. 종종 흑백의 터번을 두르기도 한다. 부랑족의 주거지는 보통 대나무로 만들고, 2층 구조로 되어 있다. 1층은 음식이나 닭과 같은 가축을 사육하기 위한 창고로 사용하며, 2층은 숙식을 위한 방으로 사용된다. 굴뚝은 집의 중앙에 놓여있다.
부랑족은 전통적으로 작은 씨족단위로 나뉘어 있으며, 각각의 씨족은 그들의 땅을 소유한다. 각 마을에는 그들만의 묘지가 따로 있어 자연사로 죽은 사람들에게만 안장을 허용한다. 사고사나 병으로 죽으면 화장을 한다.

## 언어
부랑어는 오스트로아시아어족인 몽-크메르의 한 계파로 갈라져 나온 팔라웅-와에 속한다. 

## 같이 보기
- 중국의 민족